# Gniewkowo
Gniewkowo (in tedesco Argenau) è un comune urbano-rurale polacco del distretto di Inowrocław, nel voivodato della Cuiavia-Pomerania.
Ricopre una superficie di 179,44 km² e nel 2004 contava 14 782 abitanti.